# Eiwitlokalisatie
Eiwitlokalisatie of eiwit-targeting (Engels: protein targeting) is het biologische mechanisme waarmee eiwitten naar een toegewezen bestemming binnen of buiten de cel worden getransporteerd. Eiwitten kunnen door eiwitlokalisatie worden verzonden naar de binnenruimte van een organel, naar intracellulaire membranen, naar het plasmamembraan of uitgescheiden worden naar het extracellulaire milieu (exocytose). Deze lokalisatieprocessen wordt uitgevoerd op basis van informatie in het eiwit zelf. Het correct sorteren van eiwitten is cruciaal voor het normaal functioneren van een cel.

## Signaalpeptiden
Een signaalpeptide is een kort stukje informatie dat bepaalt hoe een eiwit naar zijn juiste plaats binnen of buiten de cel wordt getransporteerd. Deze informatie bevindt zich in de polypeptideketen, of in het gevouwen eiwit. Er zijn twee typen signaalpeptiden: presequenties en interne signaalpeptiden. Een presequentie bevindt zich aan de N-terminus van een polypeptiden, het uiteinde dat als eerste tevoorschijn komt uit een ribosoom. Deze sequentie bestaat uit 16–30 basische en hydrofobe aminozuren en wordt door SRP-eiwitten herkend. Interne signaalpeptiden bevinden zich verspreid door de aminozuurketen, maar door de driedimensionale eiwitvouwing worden ze bij elkaar gebracht. Ook eiwitmodificaties kunnen als signaalpeptide dienen.
In 1970 experimenteerde Günter Blobel met het transport van eiwitten over membranen (translocatie). In 1999 ontving hij de Nobelprijs voor zijn bevindingen. Hij ontdekte dat veel eiwitten een signaalsequentie bevatten: een korte aminozuursequentie aan het uiteinde. De translatie van mRNA naar een polypeptide door een ribosoom vindt plaats in het cytosol. Als de gesynthetiseerde eiwitten "thuishoren" in een ander organel, kunnen ze daar op twee manieren naar worden getransporteerd: co-translationele translocatie (translocatie tijdens het proces van translatie) en posttranslationele translocatie (translocatie nadat de translatie is voltooid).